# Mystici Corporis

Wappen Papst Pius’ XII.

Mystici corporis ([Die Lehre vom] Mystischen Leib Christi) ist eine am 29. Juni 1943 veröffentlichte Enzyklika des Papsts Pius XII. über die Verfassung der Kirche als des „geheimnisvollen Leibes Christi“.

## Hauptaussagen
Die Kernaussage dieser „Glaubensenzyklika“ besteht darin, dass der mystische Leib Christi und die römisch-katholische Kirche „ein und dasselbe“ seien. Die Enzyklika nimmt den paulinischen Gedanken von der Kirche als mystischem Leib Christi auf. 
Die Enzyklika wendet sich sowohl gegen „Rationalismus und Naturalismus“ als auch gegen „falschen Mystizismus“ in der Darlegung der Lehre von der Kirche. Bei einer Wesenserklärung dieser wahren Kirche Christi, welche die heilige, katholische, apostolische, römische Kirche ist, kann nichts Vornehmeres und Vorzüglicheres, nichts Göttlicheres gefunden werden als jener Ausdruck, womit sie als „der mystische Leib Jesu Christi“ bezeichnet wird (MC 13). Dieser Gedanke wird auf Basis der Bibel und der Kirchenväter ausgeführt. Aus der Verbindung des einzelnen Christen mit Christus resultiert – so Pius XII. – eine Heilsgewissheit (MC 24). Christus ist Begründer und Urheber der Heiligkeit (MC 51). Das Wirken des Leibes Christi zeigt sich in den Sakramenten, besonders der Eucharistie (MC 51 ff., 82 u.ö.), äußert sich aber auch in Gebet (MC 89) und Nächstenliebe (MC 98). Die Nöte der Welt müssen die Christen bewegen: Während wir dies schreiben, steht vor Unseren Augen eine fast unendliche Schar von Bedrängten, deren Schmerz Wir innig mitfühlen. Es sind die Kranken, die Armen, die Krüppel, die Witwen und Waisen, und viele, die am eigenen Leid oder an dem der Ihrigen oft bis zur Erschöpfung tragen (MC 107). Die Enzyklika schließt mit Ausführungen zum „Apostolat des Gebetes“ und zum Wert des Leidens sowie in traditioneller Weise mit einer Anrufung Mariens.

Da „Mystici corporis“, während des Zweiten Weltkriegs veröffentlicht, den Glauben der Christen in schwerer Zeit stärken sollte, ist der Text auf weite Strecken „meditativ“ geschrieben (freilich durch den blumigen Stil der damaligen „Verlautbarungssprache“ verdeckt). „Mystici corporis“ enthält aber trotz des „geistlichen“ Gehalts zahlreiche Hinweise auf des Zeitgeschehen und die Politik, sogar im Gewande eines Bibelzitates eine überraschend deutliche Kritik: 

„Fragen wird der Allerhöchste nach euern Werken, und eure Gedanken wird Er verhören, weil ihr als Walter seiner Gewalt ungerecht geurteilt, die Satzung der Gerechtigkeit nicht beobachtet habt, nach Gottes Willen nicht gewandelt seid. Schrecklich und überraschend wird Er vor euch stehen; denn das härteste Gericht ergeht über die Obrigkeiten. Dem kleinen Mann wird Erbarmen zuteil, die Gewalthaber indes werden gewaltig geschlagen. Gott schont keinen ob seines Ranges, Er fürchtet sich vor keiner Größe. Den Kleinen und den Großen, Er hat sie beide gemacht und gleicherweise auf alle erstreckt sich seine Sorge; doch den Stärkeren droht größere Strafe. Euch, ihr Regenten, gilt dieses mein Wort, daß ihr Weisheit lernet und nie sie mißachtet! (Weish 6,4–10 )“

## Bedeutung
Insgesamt stellt Mystici corporis die wichtigste Verlautbarung zur Lehre von der Kirche seit 1800 dar, die auch 1964 von den Konzilsvätern des Zweiten Vatikanischen Konzils in der Konstitution Lumen gentium rezipiert wurde.
Deutlich wird in der Enzyklika die Reichs- und Übermenschenideologie totalitärer Systeme (insbesondere die Krankenmorde in der Zeit des Nationalsozialismus) getadelt:

„Mit großem Schmerz erleben Wir es, wie körperlich Mißgestaltete, Geistesgestörte und Erbkranke als Last der Gesellschaft zuweilen ihres Lebens beraubt werden; ja wie dies von manchen als neue Erfindung menschlichen Fortschritts und überaus gemeinnützige Tat gepriesen wird. Doch welcher rechtlich Denkende sieht nicht, daß solche Auffassung nicht minder dem natürlichen und dem göttlichen, allen Herzen eingeschriebenen Gesetz als dem Empfinden jedweder höheren Menschlichkeit Hohn spricht? Das Blut derer, die unserem Erlöser gerade deswegen teurer sind, weil sie größeres Erbarmen verdienen, schreit von der Erde zum Himmel. (...)

Leider gibt es heute mehr denn je Menschen, die mit Feindschaft, Haß und Mißgunst hochmütig prahlen, als sei dies eine gewaltige Steigerung menschlicher Ehre und menschlicher Kraft. Wir sehen mit Schmerz die unheilvollen Früchte solcher Grundsätze vor uns. Laßt uns darum unserem Friedensfürsten folgen, der uns lehrte, nicht nur die zu lieben, die aus anderem Volk und Blut stammen als wir, sondern selbst unsere Feinde.“